# خوان د آکوستا
خوان د آکوستا (انگلیسی: Juan de Acosta) نام شهری در کشور کلمبیا است.